# Wiaczesław Lemieszew
Wiaczesław Iwanowicz Lemieszew (ros. Вячеслав Иванович Лемешев, ur. 3 kwietnia 1952 w Moskwie, zm. 27 stycznia 1996 w Moskwie) – rosyjski bokser walczący w barwach ZSRR, mistrz olimpijski z 1972 i dwukrotny mistrz Europy.

## Życiorys
Lemieszew rozpoczął międzynarodową karierę bokserską od zwycięstwa w pierwszych mistrzostwach Europy juniorów w 1970 w Miszkolcu w wadze lekkośredniej (do 71 kg). Powtórzył ten sukces na kolejnych mistrzostwach Europy juniorów w 1972 w Bukareszcie, tym razem z wadze średniej (do 75 kg).
Krótko po zdobyciu mistrzostwa Europy juniorów wystąpił na igrzyskach olimpijskich w 1972 w Monachium, gdzie w wadze średniej zdobył złoty medal, wygrywając pięć walk, w tym cztery przed czasem. Wśród pokonanych był m.in. Marvin Johnson, który później został zawodowym mistrzem świata w wadze półciężkiej.
Na mistrzostwach Europy w 1973 w Belgradzie zdobył złoty medal w wadze średniej, wygrywając w półfinale z Witoldem Stachurskim i finale z Alecem Năstacem z Rumunii. Nie wystąpił na mistrzostwach świata w 1974 w Hawanie. Zastąpił go Rufat Riskijew, który zdobył złoty medal.
Ponownie zwyciężył w mistrzostwach Europy w 1975 w Katowicach. Pokonał wówczas w półfinale Jacka Kucharczyka i w finale Bernda Wittenburga z NRD. Nie zakwalifikował się na igrzyska olimpijskie w 1976 w Montrealu i zakończył karierę bokserską.
Stoczył 111 walk, a których wygrał 103. Oprócz wyżej wymienionych sukcesów zwyciężył również w Mistrzostwach Armii Zaprzyjaźnionych w wadze lekkośredniej w 1971.
Lemieszew był mistrzem ZSRR w 1974 w wadze półciężkiej (do 81 kg), wicemistrzem w wadze średniej w 1975 oraz brązowym medalistą w wadze średniej w 1976.
Lemieszew przejawiał skłonność do nadużywania alkoholu, a po zakończeniu kariery popadł w alkoholizm. Imał się różnych zajęć, ale nie potrafił utrzymać pracy. Stan jego zdrowia raptownie się pogarszał, przeszedł kraniotomię. Zmarł w wieku 43 lat. Jest pochowany na Cmentarzu Wagańkowskim w Moskwie.